# Burg Riedbach
Die Burg Riedbach ist eine abgegangene Turmhügelburg (Motte) westlich der Riedbacher Straße 19, 21 am Südwestrand des Ortsteils Riedbach der Stadt Schrozberg im Landkreis Schwäbisch Hall in Baden-Württemberg.

## Geschichte
Die Burg wurde im 13. Jahrhundert erbaut, 1344 erwähnt und im 15. Jahrhundert zerstört. Ehemalige Besitzer der Burg waren die Herren von Seinsheim und die Herren von Seldeneck. Von der ehemaligen Burganlage sind nur noch Wall- und Grabenreste erhalten. 